# Eckhard Kopetzki
Eckhard Kopetzki (* 1956 in Hannover) ist ein deutscher Schlagzeuger und Komponist.

## Leben
Nach dem Abitur im Jahr 1975 studierte Kopetzki zunächst an der Universität Osnabrück Lehramt für Musik und Physik.
Von 1979 bis 1984 studierte er in Würzburg, zunächst am Hermann-Zilcher-Konservatorium, ab 1981 an der Hochschule für Musik Würzburg, unter anderem bei Siegfried Fink. Es folgten Unterrichtstätigkeiten an Musikschulen in Bad Mergentheim, Karlstadt/Main und Herzogenaurach. Seit 1985 unterrichtet er an der Berufsfachschule für Musik in Sulzbach-Rosenberg (Bayern) Schlagzeug und Tonsatz. Neben seiner Tätigkeit als Komponist ist er stellvertretender Vorsitzender des German Chapters der Percussive Arts Society und ist als Workshopdozent sowie als Juror bei Wettbewerben tätig.
Eckhard Kopetzki komponiert überwiegend für Percussion, sowohl im instrumentalpädagogischen als auch im künstlerischen Bereich. Darüber hinaus schrieb er Auftragskompositionen für verschiedene Ensembles, Wettbewerbe und Orchester.

## Werke (Auswahl)
- Concert Suite for Solo Snare Drum
- Canned Heat Set-Up Solo
- Exploration of Time für 6 Schlagzeuger
- Contemplations für Orgel und Schlagzeug
- In A Jolly Mood für Flöte und Vibraphon
- Three Movements for a Solo Dancer Marimba Solo
- Stout Sonata Marimba Solo (gewidmet Gordon Stout)
- Night of the Moon Dances für Marimba und Percussion Ensemble
- Konzert für Marimba und Streichorchester (gewidmet Katarzyna Myćka)
- Doppelkonzert für Saxofon, Marimba und Orchester
- "Le chant du serpent" (percussion[4 spieler])

## Auszeichnungen
- 1. Preis beim Kompositionswettbewerb der Percussive Arts Society (PAS) für Canned Heat (Set-Up Solo) (2002)[2]
- 1. Preis beim Kompositionswettbewerb der Percussive Arts Society (PAS) für Three Movements for a Solo Dancer (Marimba Solo) (2003)[2]
- 3. Preis für Exploration of Time für 6 Schlagzeuger (2003)